# Nam Yemen tại Thế vận hội Mùa hè 1988
Nam Yemen tham dự với tư cách Cộng hòa Dân chủ Nhân dân Yemen tại Thế vận hội Mùa hè 1988 ở Seoul, Hàn Quốc. Đây cũng là lần duy nhất quốc gia này xuất hiện tại đại hội. Sau sự kiện Thống nhất Yemen, Nam Yemen cùng Bắc Yemen tham gia Thế vận hội với một đoàn Yemen duy nhất.

## Bảng huy chương

### Huy chương tại các kỳ Thế vận hội Mùa hè
| Seoul 1988 | 0                       | 0                       | 0                       | 0                       |
| 1992–      | với tư cách Yemen (YEM) | với tư cách Yemen (YEM) | với tư cách Yemen (YEM) | với tư cách Yemen (YEM) |
| Tổng số    | 0                       | 0                       | 0                       | 0                       |

## Điền kinh
Nam
Các nội dung chạy ngắn và đường trường
| Vận động viên        | Nội dung | Vòng loại | Vòng loại | Vòng 2        | Vòng 2        | Bán kết       | Bán kết       | Chung kết     | Chung kết     |
| Vận động viên        | Nội dung | Kết quả   | Xếp thứ   | Kết quả       | Xếp thứ       | Kết quả       | Xếp thứ       | Kết quả       | Xếp thứ       |
| -------------------- | -------- | --------- | --------- | ------------- | ------------- | ------------- | ------------- | ------------- | ------------- |
| Ehab Fuad Ahmed Nagi | 100 m    | 11.53     | 8         | không đi tiếp | không đi tiếp | không đi tiếp | không đi tiếp | không đi tiếp | không đi tiếp |
| Sahim Saleh Mehdi    | 200 m    | 22.95     | 8         | không đi tiếp | không đi tiếp | không đi tiếp | không đi tiếp | không đi tiếp | không đi tiếp |
| Farouk Ahmed Sayed   | 5000 m   | 15:11.20  | 18        | không có      | không có      | không đi tiếp | không đi tiếp | không đi tiếp | không đi tiếp |

## Quyền Anh
| Vận động viên         | Nội dung | Vòng 1                | Vòng 2                | Vòng 3          | Vòng 4          | Bán kết         | Chung kết / Đ   | Chung kết / Đ |
| Vận động viên         | Nội dung | Đối thủ Kết quả       | Đối thủ Kết quả       | Đối thủ Kết quả | Đối thủ Kết quả | Đối thủ Kết quả | Đối thủ Kết quả | Xếp thứ       |
| --------------------- | -------- | --------------------- | --------------------- | --------------- | --------------- | --------------- | --------------- | ------------- |
| Mohamed Mahfood Sayed | −51 kg   | Miễn đấu và đi tiếp   | Nsubuga (UGA) · L KO1 | không đi tiếp   | không đi tiếp   | không đi tiếp   | không đi tiếp   | 17            |
| Ali Mohamed Jaffer    | −57 kg   | Pongsri (THA) · L KO1 | không đi tiếp         | không đi tiếp   | không đi tiếp   | không đi tiếp   | không đi tiếp   | 33            |